# 11-я гвардейская кавалерийская дивизия
11-я гвардейская Донская казачья кавалерийская Волновахская Краснознамённая, ордена Богдана Хмельницкого дивизия (11-я гв. кд) — кавалерийская дивизия в составе Вооружённых сил СССР во время Великой Отечественной войны. До переименования 27 августа 1942 года носила название 15-я Донская казачья кавалерийская дивизия.

## История дивизии

### Формирование
Летом 1941 года на территории Сталинградской области, на Дону стали формироваться добровольческие казачьи отряды народного ополчения. Несколько позже из них была сформирована добровольческая казачья Донская кавалерийская дивизия (центр формирования — слобода Михайловка), которая в конце 1941 года была укомплектована кадровыми офицерами и включена в состав регулярной Красной Армии и получила наименование 15-й Донской казачьей кавалерийской дивизии, вошедшей в состав 17-го казачьего кавалерийского корпуса (в который, помимо 15-й Донской казачьей кавдивизии, вошли 116-я Донская, 12-я и 13-я Кубанские казачьи добровольческие кавдивизии).
В состав дивизии на лето 1942 г. входили:
- 25-й кавалерийский полк;
- 33-й кавалерийский полк;
- 42-й кавалерийский полк;
- 106-й артиллерийский парк;
- 15-я зенитная артиллерийская батарея.
- 73-й медсанэскадрон
- 11-й разведывательный дивизион
- 88-й отдельный полуэскадрон связи
- 15-й отдельный эскадрон химической защиты
- 89-й продовольственный транспорт
- 551-й дивизионный ветеринарный лазарет
- 979-я полевая касса Госбанка
- 13206-я полевая почтовая станция

### Боевой путь в годы войны
В конце июля 1942 года 15-я Донская казачья кавалерийская дивизия была переброшена на левый берег реки Кагальник в район Новобатайска, где она впервые вступила в бой с противником.
- 28 июля — 4 августа 1942 — вела тяжёлые бои с превосходящими силами противника за станицу Кущёвскую.
- Приказом НКО № 342 от 27 августа 1942 года за успешные действия в районе населённого пункта ст. Кущёвская (Кущевская атака), 15-я Донская казачья кавалерийская дивизия получила наименование 11-й гвардейской Донской казачьей дивизии, а 17-й казачий кавалерийский корпус (в который входила дивизия) переименован в 4-й гвардейский казачий кавалерийский корпус.
- 27 августа 1942 года — день дивизии.
- Сентябрь — октябрь 1942 — дивизия вела оборонительные бои в горах Кавказа, преграждая войскам противника к Туапсе и Лазаревской.
- 20 ноября 1942 года путём переформирования 4-го гвардейского кавалерийского корпуса были сформированы 4-й гвардейский Кубанский и 5-й гвардейский Донской казачьи кавалерийские корпуса Северной группы войск Закавказского фронта, в который и вошла 11-я гвардейская Донская казачья дивизия.
- Декабрь 1942 — дивизия вела ожесточённые бои с крупными силами мотопехоты, танков и авиации противника между Моздоком и Ачикулаком.
- В январе — мае 1943 года дивизия (в составе 5-го гвардейского Донского казачьего кавалерийского корпуса) действовала в составе Северо-Кавказского, затем Южного фронтов и входила в конно-механизированную группу.
- 27—28 января 1943 — ведя бои с танками и пехотой дивизии СС «Викинг», 11-я гвардейская Донская казачья дивизия освободила населённые пункты Будённый, Сироткин, Политодельский, Калинин.
- 9 февраля 1943 — дивизия вела бои за освобождение Нижнегниловской (пригород Ростова-на-Дону).
- 30 апреля 1943 — Указом Президиума Верховного Совета СССР дивизия награждена орденом Красного Знамени.
- 1 мая 1943 — состоялось торжественное вручение гвардейского знамени 11-й гвардейской Донской казачьей дивизии.
- В сентябре 1943 года в состав 11-й гвардейской кавдивизии был включён танковый полк.
- В сентябре — ноябре 1943 года в составе Южного (с 20 октября 4-го Украинского) фронта дивизия участвовала в прорыве Миусского укреплённого рубежа, освобождении городов Волноваха (10 сентября 1943 года), Гуляйполе (16 сентября 1943 года), Мелитополь (23 октября 1943 года) и Каховка (2 ноября 1943 года).
- 11 сентября 1943 — Приказом Верховного Главнокомандующего за проявленное мужество и отвагу при взятии г. Волноваха, 11-я гвардейская Донская казачья кавалерийская Краснознамённая дивизия получила наименование «Волновахская». За отличные боевые действия в боях за овладение городом всему личному составу дивизии объявлена благодарность.
- 3 ноября — в составе корпуса участвовала в освобождении гг. Каховка, Голая Пристань, Цурюпинск.
- В январе — феврале 1944 года в составе войск 2-го Украинского фронта в ходе Корсунь-Шевченковской операции дивизия участвовала в окружении и уничтожении группировки противника.
- 3 февраля 1944 — Приказом Верховного Главнокомандующего за отличные боевые действия при прорыве обороны и окружении крупной группировки немцев севернее Шпола-Звенигородка всему личному составу объявлена благодарность.
- 10 февраля 1944 — 11-я гвардейская Донская казачья кавалерийская дивизия освободила Городище.
- 18 февраля 1944 — Приказом Верховного Главнокомандующего за отличные боевые действия в проведении Корсунь-Шевченковской операции всему личному составу объявлена благодарность.
- 26 февраля 1944 — За образцовое выполнение боевых заданий командования в боях за освобождение гг. Шпола, Звенигородка, Корсунь, за мужество и доблесть Указом Президиума Верховного Совета СССР дивизия награждена орденом Богдана Хмельницкого II степени.
- В марте — апреле 1944 года участвовала в Уманско-Ботошанской операции.
- 21 августа — 8 сентября 1944 дивизия участвовала в Ясско-Кишиневской операции в составе фронтовой конно-механизированной группы.
- 24 августа 1944 — Приказом Верховного Главнокомандующего за отличные боевые действия при освобождении гг. Роман, Бакэу, Бырлад, Хуши (Румыния) всему личному составу объявлена благодарность.
- В октябре 1944 года — феврале 1945 года дивизия в составе 2-го Украинского (с 27 ноября 1944 года 3-го Украинского фронта) участвовала в Дебреценской операции.
- 20 октября 1944 — Приказом Верховного Главнокомандующего за отличные боевые действия в боях за город Дебрецен всему личному составу объявлена благодарность.
- 22 октября 1944 — Приказом Верховного Главнокомандующего за отличные боевые действия в боях за овладение венгерского г. Ньиредьхаза всему личному составу объявлена благодарность.
- Ноябрь 1944 — дивизия переправлена через р. Тиссу и вела бои за г. Мишкольца.
- Декабрь 1944 — январь 1945 — дивизия переправилась через р. Дунай, и вышла к юго-восточному берегу озера Балатон. Вела бои в районе Татабанья — Мор — Чаквар.
- 13 февраля 1945 — Приказом Верховного Главнокомандующего за мужество, проявленное в боях под Будапештом, всему личному составу объявлена благодарность.
- Март 1945 — дивизия вела наступательные бои на рубеже канала Шарвиз и р. Бозот, а также по восточному и северо-западному берегам озера Балатон.
- 27 — 29 марта 1945 — дивизия (в составе корпуса) совершила 200-километровый марш-манёвр из Шиофока в район Шумега для действия по тылам надьканижской группировки противника (Венгрия).
- 2 апреля 1945 — освобождён город Надьканижа. Приказом Верховного Главнокомандующего за отличные боевые действия в боях за овладение городом личному составу дивизии объявлена благодарность.
- С 12 апреля по май 1945 — 11-я гвардейская Донская казачья кавалерийская дивизия, усиленная 54-м танковым полком и полком пограничных войск, действуя в составе отряда особого назначения, вела активные бои с обороняющимися частями противника в районе Санкт-Катрин — Фишбах — Венигцел (Австрия).

### Состав дивизии
11-я гвардейская кавалерийская Донская, Волновахская Краснознамённая, ордена Богдана Хмельницкого казачья дивизия (новая нумерация частям дивизии присвоена 29 марта 1943 г.):
- 37-й гвардейский кавалерийский Донской казачий Дебреценский[1] Краснознамённый ордена Богдана Хмельницкого полк;
- 39-й гвардейский кавалерийский Донской казачий Краснознамённый полк;
- 41-й гвардейский кавалерийский Донской казачий орденов Суворова и Богдана Хмельницкого полк;
- 71-й танковый Дебреценский полк; (с 5 сентября 1943)
- 182-й гвардейский артиллерийско-миномётный Дебреценский полк; (10-й гвардейский конно-артиллерийский дивизион)
- 47-й гвардейский отдельный дивизион ПВО (57 озад, 37 гв. зенбатр)
- 10-й гвардейский артиллерийский парк
- учебный дивизион (с 25 сентября 1943)
- 11-й гвардейский разведывательный эскадрон (11-й гвардейский разведывательный дивизион)
- 13-й гвардейский сапёрный эскадрон
- 11-й отдельный гвардейский эскадрон связи (88-й отдельный полуэскадрон связи)
- 8-й медико-санитарный эскадрон
- 9-й гвардейский отдельный эскадрон химической защиты
- 10-й продовольственный транспорт
- 10-й взвод подвоза ГСМ
- 13-й дивизионный ветеринарный лазарет
- 1988-я полевая почтовая станция (13206)
- 979-я полевая касса Госбанка

Перечень № 6: Кавалерийские, танковые, воздушно-десантные дивизии и управления артиллерийских, зенитно-артиллерийских, минометных, авиационных и истребительных дивизий, входивших в состав действующей армии в годы Великой Отечественной войны 1941—1945 гг. / А. П. Покровский. — М.: Министерство обороны, 1965. — 77 с.

### После войны
Осенью 1945 года 11-я гвардейская Донская казачья кавалерийская дивизия прибыла в Донской военный округ.
14 октября 1945 года состоялись торжественная встреча победителей и парад в городе Ростов-на-Дону. В октябре были проведены также встречи казаков со своими земляками в Новочеркасске, Каменске, Вешенской и в других городах и станицах Дона.
В феврале 1946 года Донской военный округ был переименован в Северо-Кавказский военный округ.

### Расформирование
Директивой Генерального штаба ВС СССР от 6 мая 1946 года № Орг/1/118 — 11-я гв.кд была свёрнута в 11-й гвардейский кавалерийский Донской Волновахский Краснознамённый ордена Богдана Хмельницкого полк (г. Каменск-Шахтинский Ростовской области, сформирован из 39-го и 41-го гв.кп) На базе и 71-го танкового полка дивизии был создан 108-й танковый (танкосамоходный) полк. 182-й гвардейский артиллерийско-миномётный Дебреценский полк переформирован в 149-й гвардейский артполк.
К концу лета 1946 года в составе кавалерии остались:
11-й гвардейский кавалерийский Донской казачий Волновахский Краснознамённый ордена Богдана Хмельницкого полк (г. Каменск-Шахтинский).
В октябре 1954 года 11-й гвардейский кавалерийский полк Директивой Генерального штаба ВС СССР от 6 октября 1954 года № Орг/2/67809 был переформирован в 160-й гвардейский тяжёлый танковый Волновахский Краснознамённый, ордена Богдана Хмельницкого Донской казачий полк (в/ч 13206)

## Награды и наименования
За боевые заслуги 11-я гвардейская кавалерийская дивизия получила:
- Почетное звание «Гвардейская» — присвоено приказом Народного комиссара обороны СССР № 342 от 27 августа 1942 года при преобразовании.
- Почетное наименование «Волновахская» — присвоено приказом Верховного Главнокомандующего от 10 сентября 1943 года за отличие в боях по освобождению города Волноваха.
- Орден Красного Знамени — награждена Указом Президиума Верховного Совета СССР от 28 апреля 1943 года за образцовое выполнение боевых заданий командования на фронте борьбы с немецкими захватчиками и проявленные при этом доблесть и мужество.[2]
- Орден Богдана Хмельницкого II степени — награждена Указом Президиума Верховного Совета СССР от 26 февраля 1944 года за образцовое выполнение заданий командования в боях по завершению уничтожения окружённой группировки немецких захватчиков в районе города Корсунь-Шевченковский и проявленные при этом доблесть и мужество.[3]
- 8 благодарностей Верховного Главнокомандующего.

Награды частей дивизии:
- 37-й гвардейский кавалерийский Донской казачий Дебреценский[1] Краснознамённый[4] ордена Богдана Хмельницкого[5](II степени) полк;
- 39-й гвардейский казачий кавалерийский Донской Краснознамённый[5] полк;
- 41-й гвардейский казачий кавалерийский Донской орденов Богдана Хмельницкого[5](II степени) и Суворова[6](III степени) полк;
- 71-й танковый Дебреценский[1] полк;
- 182-й гвардейский артиллерийско-миномётный Дебреценский[1] полк;

## Командиры дивизии
- Горшков, Сергей Ильич (27.08.1942 — 16.11.1942), генерал-майор;
- Пичугин, Николай Андреевич (16.11.1942 — 06.04.1943), генерал-майор;
- Сланов, Леонид Алексеевич (07.04.1943 — 16.12.1944), полковник;
- Терентьев, Иван Васильевич (17.12.1944 — 09.05.1945), полковник, генерал-майор;

- Чаленко, Иван Терентьевич, генерал-майор.

## Отличившиеся воины
Три воина дивизии удостоены звания Героя Советского Союза и один стал кавалером ордена Славы 3-х степеней:
- Недорубов Константин Иосифович — гвардии лейтенант, командир 4-го эскадрона 41-го гвардейского кавалерийского полка (Указ Президиума ВС СССР от 26 октября 1943 года)
- Оганьянц Грант Аракелович — капитан, командир танковой роты 71-го танкового полка (Указ Президиума ВС СССР от 24 марта 1945 года).
- Савченко Николай Ильич — гвардии казак, командир орудия 1-й батареи 106-го отдельного гвардейского конно-артиллерийского дивизиона (Указ Президиума ВС СССР от 09 марта 1943 года)[7].

 Кавалеры ордена Славы трёх степеней:
- Кротов, Роман Тимофеевич, гвардии казак, разведчик разведывательного взвода 41 гвардейского кавалерийского полка. Перенагражден указом Президиума Верховного Совета СССР от 10 ноября 1970 года.

- в рядах дивизии сражался и погиб заместитель командира 71-го танкового полка по строевой части, Герой Советского Союза (1940), гвардии майор Арасланов, Гафиатулла Шагимарданович (1915—1945)[9].

## Увековечение памяти
- Памятник 4-го гвардейского казачьего кавалерийского корпуса. Ст. Кущёвская.
- Горельеф в честь 5-го гвардейского Донского казачьего Краснознамённого Будапештского кавалерийского корпуса, Ростов-на-Дону.
- Памятник советским воинам-кавалеристам в г. Ньиредьхаза, Венгрия
- Площадь в г. Ростов-на-Дону носит имя 5-го гвардейского Донского казачьего Краснознамённого Будапештского кавалерийского корпуса